# Nikolaj Giljov

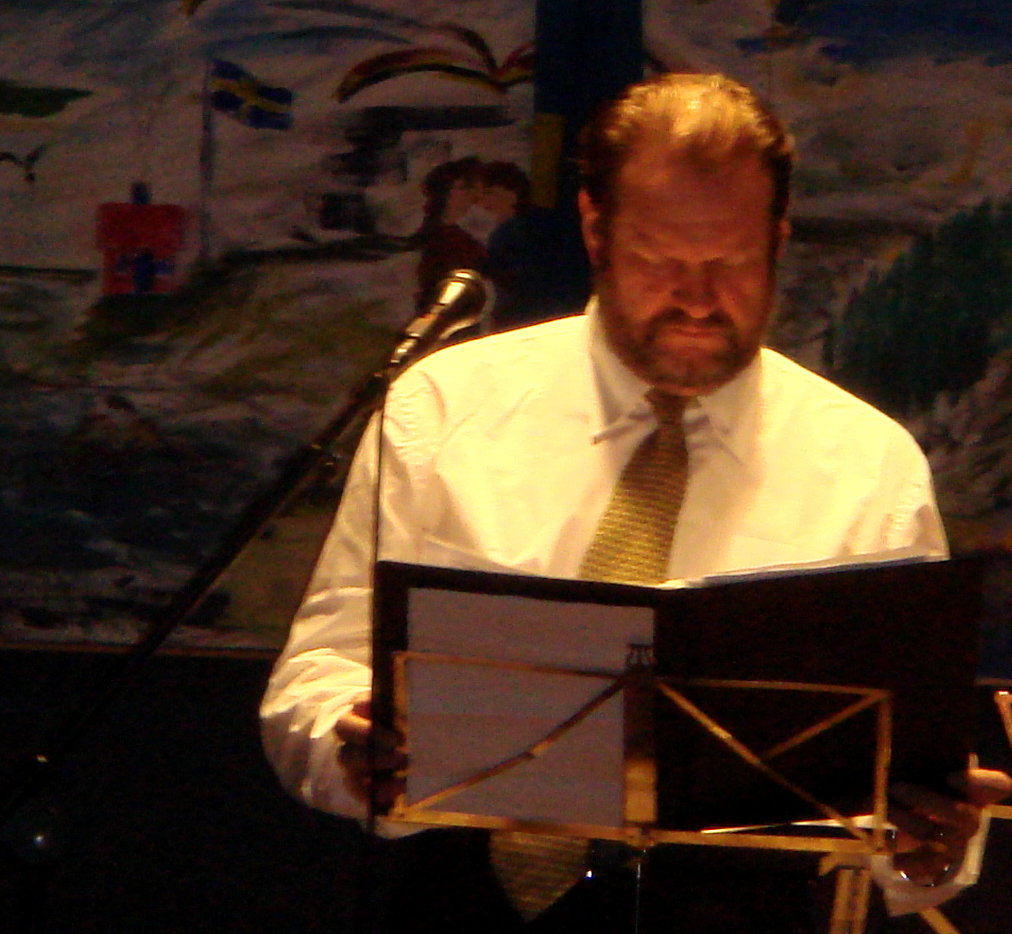
Nikolaj Giljov

Nikolaj Giljov Nikolaj Nikiforovitj Giljov är född den 16 december 1954 är en rysk sångare vars repertoar sträcker sig över nästan alla stilar inom opera, oratorium, operett, folksånger och orkesterverk. Redan året efter sin debut på Lettlands National Opera i Riga 1982, Inledde Nikolaj sin internationella karriär på Litauens National opera i Vilnius 1984. Därefter följer Bolsjoj teater 1986 i Moskva, Rostocks Folkteater 1990, Malmö Musikteater 1994, Göteborgs Operan 1995 och Den Norske Opera 1999. På Göteborgs Operan han sedan är fast engagerad. I Riga har han bl. a framträtt som Grigorij i Boris Godunov, Turiddu i Kavalleria Rusticana, Radames i Aida. m. m. Sångare Nikolaj Giljov har mottagit en rad förnämliga priser för sin konst. Bl. a två stipendier 1996, 2005 för uppskattad konstnärligt insats på Göteborgs Operan och har gjort en rad skivinspelningar. Bland hans senaste framträdanden finns en konsert på Moskvas festival, Stockholm och Oslo med operaarior och tidigare i år framträdde han på Nylösekyrkan. Han jobbar på GöteborgsOperan Nu i kören där.